# Comuna de Rzepin
Rzepin (polaco: Gmina Rzepin) é uma gminy (comuna) na Polónia, na voivodia da Lubúsquia e no condado de Słubicki.
De acordo com os censos de 2004, a comuna tem 9932 habitantes, com uma densidade 52 hab/km².

## Área
Estende-se por uma área de 191,11 km², incluindo:
- área agricola: 40%
- área florestal: 51%

## Demografia
Dados de 30 de Junho 2004:
|                      | Total   | Total | Mulheres | Mulheres | Homens  | Homens |
| -------------------- | ------- | ----- | -------- | -------- | ------- | ------ |
|                      | pessoas | %     | pessoas  | %        | pessoas | %      |
| População            | 9932    | 100   | 4988     | 50,2     | 4944    | 49,8   |
| Densidade (pop./km²) | 52      | 100   | 26,1     | 26,1     | 25,9    | 25,9   |

De acordo com dados de 2002, o rendimento médio per capita ascendia a 1476,55 zł.

## Subdivisões
- Drzeńsko, Gajec, Kowalów, Lubiechnia Mała, Lubiechnia Wielka, Radów, Serbów, Starków, Starościn, Sułów.

## Comunas vizinhas
- Cybinka, Górzyca, Ośno Lubuskie, Słubice, Torzym